# Новосибирский рабочий
«Новосибирский рабочий» — ежедневная газета, издававшаяся с 1931 по 1933 год. Орган Новосибирского горкома ВКП(б), горпрофсовета и горсовета. Первая городская газета Новосибирска советского периода.

## История
Газета публиковалась ежедневно с 1 июля 1931 года. До 31 марта 1932 года выходила под названием «За большевистские темпы». Новое издание стало продолжением газеты «За большевистский сев», которая выпускалась с апреля по июнь 1931 года.
С 1 апреля по 21 июня 1932 года «Новосибирский рабочий» печатался два раза в день (утренний и вечерний выпуски).
Издание прекратилось 19 марта 1933 года, после чего городские газеты в Новосибирске не выходили вплоть до создания в 1958 году «Вечернего Новосибирска».